# تپه‌حصار بالولان
تپه حصار بالولان مربوط به عصر برنز - هزاره اول قبل از میلاد است و در شهرستان ارومیه، بخش سیلوانه، دهستان ترگور، ۶۰۰ متری جنوب شرق روستای بالولان واقع شده و این اثر در تاریخ ۲۵ آبان ۱۳۸۷ با شمارهٔ ثبت ۲۳۵۷۸ به‌عنوان یکی از آثار ملی ایران به ثبت رسیده است.